# Steven J. Dick
Steven J. Dick es un astrónomo estadounidense, autor e historiador de la ciencia más conocido por su trabajo en el campo de la astrobiología. Dick se desempeñó en la NASA desde 2003 al 2009. Es miembro de la Academia Internacional de Astronáutica y del SETI.

## Carrera
Steven J. Dick recibió una Licenciatura en Ciencias en la astrofísica de la Universidad de Indiana en 1971. En 1977, obtuvo una Maestría en Artes y un doctorado en la historia y la filosofía de la ciencia. Durante 24 años, Dick trabajó como astrónomo e historiador de la ciencia para el Observatorio Naval de los Estados Unidos en Washington D. C., incluyendo tres años en el Observatorio Naval de la estación en el Hemisferio de Nueva Zelanda. En 2003, fue nombrado Historiador en Jefe de la NASA.
Dick recibió un premio de la NASA "por iniciar el nuevo programa multidisciplinario en la astrobiología, incluyendo la definición del campo de la astrobiología, la formulación y el establecimiento de un plan de trabajo para orientar futuras inversiones en el Instituto de Astrobiología de la Nasa." El trabajo publicado en el campo de la astrobiología incluye Plurality of Worlds: The Origins of the Extraterrestrial Life Debate from Democritus to Kant (Prensa de la Universidad Cambridge, 1982); The Biological Universe: The Twentieth Century Extraterrestrial Life Debate and the Limits of Science (Prensa de la Universidad Cambridge, 1996); Life on Other Worlds: The 20th Century Extraterrestrial Life Debate (1998), y con James Strick, The Living Universe: NASA and the Development of Astrobiology (2005).
Dick se desempeñó como Presidente de la División Histórica de Astronomía de American Astronomical Society (1993–1994), como Presidente de la Historia de la Astronomía de la Unión Astronómica Internacional (1997-200) y como Presidente de la Sociedad Filosófica de Washington. Es parte del consejo editorial de la revista de la Historia de la Astronomía, y es un editor asociado de Revista Internacional de Astrobiología.
En el 2006, Dick recibió su premio ReRoy E. Doggett de American Astronomical Society por una carrera que ha influenciado significantemente al campo de la historia de la astronomía. 
También en el 2006, Dick fue elegido para entregar la primera conferencia Billingham Cutting Edge, en el Congreso Internacional de Astronáutica en Valencia, España. En el 2009, el planeta menor (6544) Stevendick fue nombrado en su honor.

## Publicaciones
- Plurality of Worlds: The Origins of the Extraterrestrial Life Debate from Democritus to Kant (Prensa de la Universidad Cambridge, 1982) ISBN 0-521-31985-4
- The Biological Universe: The Twentieth Century Extraterrestrial Life Debate and the Limits of Science (Prensa de la Universidad Cambridge, 1996) ASIN B000UUKKY6
- Life on Other Worlds: The 20th Century Extraterrestrial Life Debate (Prensa de la Universidad Cambridge, 2001) ISBN 0-521-79912-0
- Many Worlds: The New Universe, Extraterrestrial Life and the Theological Implications (Prensa Fundación Templeton, 2000) ISBN 1-890151-42-4
- The Living Universe: NASA and the Development of Astrobiology (Prensa de la Universidad de Rutgers, 2005) (co-authored with James Strick) ISBN 0-8135-3733-9
- Sky and Ocean Joined – The U.S. Naval Observatory 1830-2000  (Prensa de la Universidad Cambridge, 2007) ISBN 0-521-81599-1